# Mundrabilla
Mundrabilla é uma pequena comunidade de beira de estrada ao longo da rodovia Eyre, no estado australiano da Austrália Ocidental, nas Planícies de Roe - a um nível menos elevado e ao sul da Planície de Nullarbor, 67 km a oeste de Eucla e a 20 km da costa da Grande Baía Australiana.

## História
A station de Mundrabilla, o primeiro latifúndio da região de Nullarbor, foi estabelecido pelo escocês William Stuart McGill e Thomas e William Kennedy (dois irlandeses) em 1872.

## Clima
Mundrabilla tem um clima árido típico; entretanto, costuma ser menos quente no verão que outras regiões desérticas da Australia, tais como o Pequeno Deserto Arenoso em função de sua proximidade da costa. Apesar disso, Mundrabilla ainda detém um dos recordes absolutos de temperatura máxima na Austrália, com 49,8 °C registrados em 3 de janeiro de 1979.
| Dados climatológicos para Mundrabilla, Austrália Ocidental | Dados climatológicos para Mundrabilla, Austrália Ocidental | Dados climatológicos para Mundrabilla, Austrália Ocidental | Dados climatológicos para Mundrabilla, Austrália Ocidental | Dados climatológicos para Mundrabilla, Austrália Ocidental | Dados climatológicos para Mundrabilla, Austrália Ocidental | Dados climatológicos para Mundrabilla, Austrália Ocidental | Dados climatológicos para Mundrabilla, Austrália Ocidental | Dados climatológicos para Mundrabilla, Austrália Ocidental | Dados climatológicos para Mundrabilla, Austrália Ocidental | Dados climatológicos para Mundrabilla, Austrália Ocidental | Dados climatológicos para Mundrabilla, Austrália Ocidental | Dados climatológicos para Mundrabilla, Austrália Ocidental | Dados climatológicos para Mundrabilla, Austrália Ocidental |
| Mês                                                        | Jan                                                        | Fev                                                        | Mar                                                        | Abr                                                        | Mai                                                        | Jun                                                        | Jul                                                        | Ago                                                        | Set                                                        | Out                                                        | Nov                                                        | Dez                                                        | Ano                                                        |
| ---------------------------------------------------------- | ---------------------------------------------------------- | ---------------------------------------------------------- | ---------------------------------------------------------- | ---------------------------------------------------------- | ---------------------------------------------------------- | ---------------------------------------------------------- | ---------------------------------------------------------- | ---------------------------------------------------------- | ---------------------------------------------------------- | ---------------------------------------------------------- | ---------------------------------------------------------- | ---------------------------------------------------------- | ---------------------------------------------------------- |
| Temperatura máxima recorde (°C)                            | 49,8                                                       | 48,6                                                       | 44,8                                                       | 40,4                                                       | 36,4                                                       | 27,6                                                       | 30,1                                                       | 33,5                                                       | 39,0                                                       | 43,1                                                       | 46,0                                                       | 45,7                                                       | 49,8                                                       |
| Temperatura máxima média (°C)                              | 29,6                                                       | 29,4                                                       | 27,4                                                       | 26,0                                                       | 22,2                                                       | 19,5                                                       | 19,2                                                       | 20,5                                                       | 22,5                                                       | 25,5                                                       | 27,3                                                       | 28,7                                                       | 24,8                                                       |
| Temperatura mínima média (°C)                              | 15,7                                                       | 15,9                                                       | 14,7                                                       | 12,5                                                       | 10,3                                                       | 8,0                                                        | 7,0                                                        | 7,3                                                        | 8,3                                                        | 10,5                                                       | 12,2                                                       | 13,7                                                       | 11,3                                                       |
| Temperatura mínima recorde (°C)                            | 8,3                                                        | 3,9                                                        | 7,3                                                        | 4,2                                                        | 2,7                                                        | 0,1                                                        | −1,0                                                       | −0,2                                                       | −1,2                                                       | 0,2                                                        | 2,7                                                        | 6,5                                                        | −1,2                                                       |
| Precipitação (mm)                                          | 15,9                                                       | 19,2                                                       | 19,3                                                       | 21,4                                                       | 25,9                                                       | 25,9                                                       | 22,2                                                       | 22,9                                                       | 18,8                                                       | 18,3                                                       | 16,0                                                       | 18,2                                                       | 244,0                                                      |
| Dias com precipitação                                      | 2,6                                                        | 3,3                                                        | 4,6                                                        | 5,2                                                        | 7,8                                                        | 8,2                                                        | 7,7                                                        | 7,2                                                        | 5,6                                                        | 4,2                                                        | 3,5                                                        | 3,2                                                        | 63,1                                                       |
| Fonte:                                                     |                                                            |                                                            |                                                            |                                                            |                                                            |                                                            |                                                            |                                                            |                                                            |                                                            |                                                            |                                                            |                                                            |

## Meteoro de Mundrabilla
O maior meteoro na Austrália, conhecido como Meteoro de Mundrabilla, pesando 12,192 toneladas, foi encontrado por dois pesquisadores topográficos em Mundrabilla em 1966, formando metade da "Massa de Mundrabilla". A outra parte pesa 5,08 toneladas, estimando-se que as duas partes tenham caído na Terra há um milhão de anos.